# Madonna di San Giorgio alla Costa
La Madonna di San Giorgio alla Costa è un dipinto a tempera e oro su tavola (180x90 cm) attribuito a Giotto, databile al 1295 circa e conservata nel Museo diocesano di Santo Stefano al Ponte a Firenze. Attualmente è esposta nel nuovo 
Museo dell'Opera del Duomo a Firenze.

## Storia
Lorenzo Ghiberti nei Commentari del 1452-1455 citò "una tavola et uno crocifixo" di Giotto nella chiesa fiorentina di San Giorgio alla Costa ed anche Giorgio Vasari nelle sue Vite del 1568 citò che Giotto “fece alle monache di San Giorgio una tavola”. Nessuno dei due autori menzionò tuttavia il soggetto della tavola. Nel 1937 Richard Offner assegnò la tavola all'anonimo Maestro della Santa Cecilia, ipotesi appoggiata da altri studiosi negli anni immediatamente successivi. Il primo a legare questa tavola al nome di Giotto fu il critico tedesco Robert Oertel nel 1937. Oggi l'attribuzione a Giotto è praticamente accettata da tutti gli studiosi.
La tavola doveva essere cuspidata, come di norma nel Duecento, ma entro il 1705, quando fu ristrutturata la chiesa, venne segata su tutti i lati per adattarla a una cornice barocca: su quello superiore venne sagomata una forma ad arco, ai lati si persero i braccioli del trono e in basso il gradino e un piede della Vergine. Riposta in un deposito nei pressi della chiesa di Santo Stefano al Ponte, venne danneggiata dall'attentato di via dei Georgofili del 27 maggio 1993. Dopo tale grave fatto venne intrapreso un restauro curato da Paola Bracco presso l'Opificio delle Pietre Dure, che pulì la superficie e integrò le lacune, lasciando però visibile con il metodo della selezione cromatica la lesione causata da una scheggia nella veste dell'angelo a sinistra.

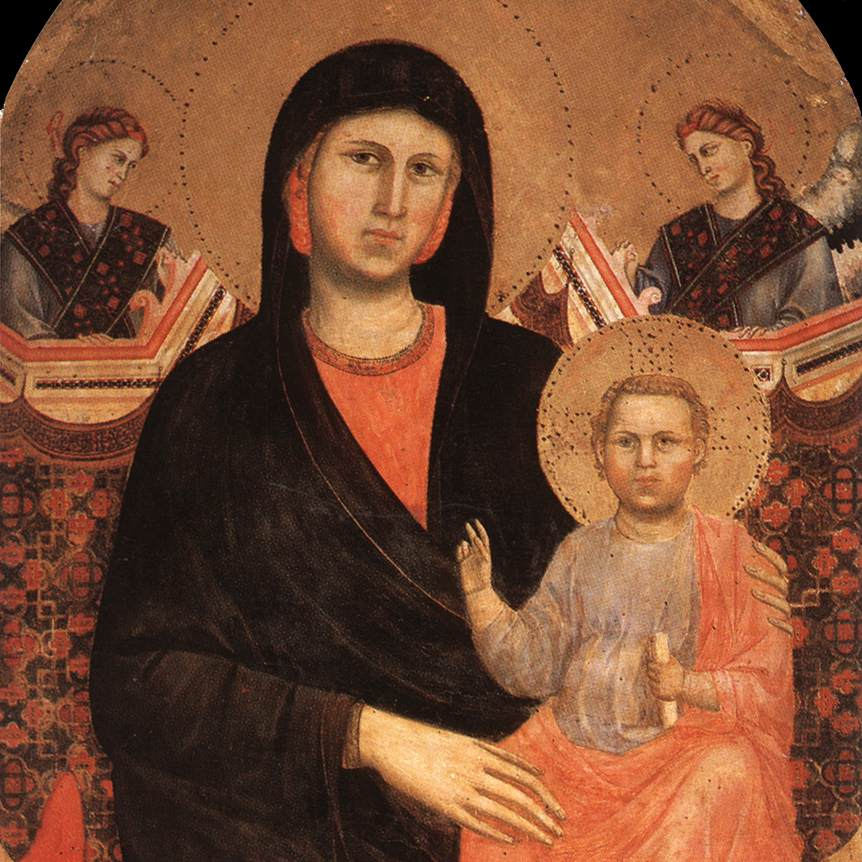
Dettaglio

### Datazione
La datazione della tavola rimane controversa. È datata da Marco Ciatti (1995) e Andrea De Marchi (2015) a poco prima del 1290 e quindi prima degli affreschi di Assisi. È invece datata dalla maggior parte degli studiosi al 1295 circa, al tempo o immediatamente dopo gli affreschi assisiati. In tal senso si sono espressi Giovanni Previtali (1967), Giorgio Bonsanti (1995), Alessandro Tomei (1995), Francesca Flores d'Arcais (1995), Pesenti (1997), Miklos Boskovitz (2000) e Angelo Tartuferi (2007).
A far protendere verso una datazione più tarda sono la figura aggraziata della Vergine, il contorno elegante e l'accenno di sorriso sul suo volto, tratti che saranno presenti nella più tarda Madonna di Ognissanti (1310 circa), ma che non compaiono ancora nella Madonna di Borgo San Lorenzo (1290 circa) e nel tondo della Madonna col Bambino in controfacciata ad Assisi (1290-1295).
A rafforzare l'ipotesi di una datazione più tarda è la notevole somiglianza tra il tessuto del trono di questa Maestà e quello della Croce dipinta di Rimini (1301 circa), che fa pensare che le due opere non siano cronologicamente troppo distanti.

## Descrizione
La Vergine è rappresentata su un trono marmoreo (in parte perduto a seguito della mutilazione) decorato con motivi cosmateschi (elemento che ricorre anche nei seggi dei Dottori della Chiesa nella Volta dei Dottori di Assisi, a differenza dei tradizionali seggi lignei nella pittura cimabuesca). Il trono non è raffigurato in tralice, ma frontalmente con i lati aperti, come le pagine di un libro.
Al trono è fissato, mediante gancini, un drappo di broccato che nasconde in parte il trono e attenua l'effetto tridimensionale. Il drappo è animato da una fettuccia dorata che disegna poligoni o figure curve di colore blu scuro o rosso. Il trono è coronato da una cuspide decorata, con la gattonatura la cui sommità si intravede appena dietro il nimbo della Vergine.
La Vergine è in posizione Odeghetria, ovvero mostra il Bambino alla sua sinistra, appoggiandolo sul ginocchio sinistro, mentre questi è raffigurato frontalmente in posizione composta e solenne, come se fosse un Bambino già adulto, con un rotulo nella mano sinistra e il segno della benedizione con quella destra.
La Vergine è avvolta nel suo manto blu (il maphorion) sopra la cuffia rossa che le copre la testa. Un elemento originale rispetto alla tradizione bizantina è lo sporgere di due ciocche di capelli dalla cuffia rossa della Madonna. La sua testa si torce leggermente verso il Bambino, senza rinunciare a guardare l'osservatore, in una postura del tutto nuova rispetto, sia alla precedente Madonna di Borgo san Lorenzo che alle precedenti opere di Cimabue e di Duccio di Buoninsegna. Il suo volto è disteso e nasconde un accenno di sorriso che può essere percepito come malinconico o sereno. 
Il Bambino è vestito di blu e porta un mantellino rosa. La sua posa composta e solenne è tradita dall'irrequieto movimento del piede destro.
Gli angeli hanno una raffigurazione a metà strada tra quella pienamente frontale e di profilo. Vestiti di blu cinerino, portano il “loros” incrociato sul petto, dove un intreccio geometrico a fettuccia dorata delimita spazi con decorazioni incastonate, in azzurrite e cinabro. Le ali sgargianti passano dai colori scuri delle penne più in basso (remiganti), al colore chiaro e vivace delle penne in alto (copritrici) che vanno via via scurendosi ancora più in alto. Le chiome ramate sono voluminose ed energiche. Le loro dita adunche aggrappano un gattone del trono o si appoggiano sul bordo liscio, in maniera del tutto realistica.
Le decorazioni incise a stilo sull'orlo delle aureole e ai bordi della cuspide sono particolarmente curate, con segni che sembrano voler imitare i caratteri della scrittura araba (nota all'epoca da tessuti e maioliche importati) e altre forme mistilinee con animali fantastici ("grilli") che sembrano citare esempi transalpini legati al gotico francese (noti tramite i manoscritti miniati, le oreficerie e le vetrate). Anche i dettagli più minuti trovano spazio, come le cordicelle e gli anellini che reggono la stoffa foderante il trono.

## Stile
Il dipinto contiene i caratteri tipici della produzione giovanile di Giotto, con una solida resa della volumetria dei personaggi le cui attitudini sono più naturali che nella tradizione bizantina precedente, arrivando a ricordare le sculture coeve di Arnolfo di Cambio. 
Guardando questa tavola, si ha come l'impressione, per la prima volta, che l'ampia veste blu di Maria sia stata presa da una sedia della sala in cui l'opera è esposta e gli si sia stata gettata addosso. Il passaggio chiaroscurale tra il collo, il mento e il volto, segue un percorso nuovo rispetto alle opere precedenti di Cimabue e Duccio di Buoninsegna, per non parlare di Coppo di Marcovaldo. I volti sono decisamente più avanzati nello spazio dei loro rispettivi colli, come se protendessero dalla tavola. L'abilità nell'utilizzo delle tinte chiaroscurali e nella resa delle volumetrie che avevano contraddistinto Cimabue fino ad allora, trovavano in Giotto la sua massima realizzazione. Questo fu conseguito senza il pittoricismo cimabuesco basato su sottilissimi filamenti, bensì con una pennellata più grossa e bagnata, a dare tratti fluidi e sintetici al tempo stesso. Il trono è inserito in una prospettiva centrale, formando quasi una "nicchia" architettonica che suggerisce un senso della profondità, anche se non ai livelli della successiva Madonna Ognissanti. Anche il principio dell'unica fonte luminosa, sconosciuta ai pittori precedenti, rende le figure e la loro collocazione nello spazio più realistici.
La fisionomia dei volti è nuova. Scompare la forcella che lega il naso alla fronte e le labbra sono carnose. Gli occhi infondono uno sguardo concentrato e fisso. La Madonna ha una leggera torsione del collo verso il Bambino ma non rinuncia a osservare lo spettatore, assumendo una postura aggraziata ed elegante, addolcita dall'accenno di sorriso.
Un'altra novità riguarda i due angeli. Per quanto arcaizzante fosse la collocazione di due piccoli angeli a mezzobusto dietro al trono, queste due piccole figure non hanno più una rappresentazione ostinatamente frontale (o meglio a tre quarti), ma quasi di profilo, diciamo a due quarti.